# Jindřich III. starší ze Švamberka
Jindřich III. starší ze Švamberka též Jindřich starší ze Švamberka na Zvíkově (25. října 1507 – 18. ledna 1574) byl český šlechtic, syn Kryštofa ze Švamberka a jeho manželky Mandalény (též Magdaleny) ze Šelmberka. Proslul především rekonstrukcí a rozšiřování hradu Zvíkova a dalšími stavebními činnostmi.

## Život

### Mládí
Jindřich se narodil 25. října 1507 do rodiny Kryštofa ze Švamberka a Mandalény ze Šelmberka. Tento pár již měl krom Jindřicha i dceru Johanku, nicméně ta zemřela ve věku jednoho roku. Sňatek Kryštofa a Mandalény byl netypický nejen tím, že byl uzavřen v době, kdy bylo nevěstě pouhých čtrnáct let, ale Mandaléna byla navíc protestantka a její ženich Kryštof horlivý katolík, dokonce nechal v roce 1508 upálit šest členů Jednoty bratrské, a manželství tedy pravděpodobně nebylo příliš šťastné. Mandaléna byla chatrného zdraví a když Zvíkov napadla morová epidemie, musela přesídlit na hrad Krasíkov. Na Krasíkově ale onemocněla a 9. dubna 1508, když byly Jindřichovi tři roky, zemřela. Někteří historici, například Jiří Jánský, ale uvažují i o tom, že se jednalo o vraždu zinscenovanou manželem Kryštofem kvůli náboženské orientaci Mandalény. Tři roky po smrti první manželky se Kryštof znovu oženil, tentokrát s Anežkou Bezdružickou z Kolovrat, která se tím pádem stala Jindřichovou macechou.
Jindřich dostal jméno po vychovateli a poručíkovi svého otce Jindřichovi ze Švamberka. Mladý Švamberk byl vychováván za hradě Zvíkově se svými nevlastními bratry: Janem († 1559), Bohuslavem († 1552), Ratmírem († 1546), Václavem († 1562) a Zdeňkem († 1553). Krom toho mu dělal společnost jeho fraucimor. Není známo, jakou měšťanskou školu navštěvoval, nejbližší Písek byl vzdálen několik hodin, je tedy pravděpodobné, že byla na Zvíkově zřízena zámecká škola. Jako jednadvacetiletý byl poslán do Mnichova ke dvoru bavorského kurfiřta Viléma IV.

### Dědictví po otci
Jindřichův první sňatek plánoval jeho otec Kryštof. Pro budoucího dědice švamberských držav vybral dceru Jana IV. z Pernštejna Kateřinu († 1552). Roku 1530 byl Jindřich představen na pernštejnském dvoře, kde se poprvé setkal s budoucí manželkou. Právě Pernštejnové byli jedním ze spřátelených rodů Švamberků. Krom nich si Švamberkové vybírali nevěsty z rodu Lobkoviců, Šternberků, Rožmberků a Kolovratů. Svatba se odehrála 2. února 1533, kdy bylo nevěstě patnáct let. Ačkoliv se jednalo o čistě politický sňatek, mezi oběma manželi panoval harmonický vztah. Z tohoto manželství nevzešli žádní potomci, z dopisu adresovaném Oldřichu Lehnarovi z Kouby, lze ale vydedukovat, že Jindřich a Kateřina měli syna Václava. Ten ale pravděpodobně zemřel ještě jako dítě.
Jindřichův otec Kryštof zemřel 6. ledna 1534 na hradě Krasíkově. Dělení majetku po Kryštofovi se konalo 23. července 1540 a Jindřich po svém otci nakonec získal hrad Zvíkov a kestřanské panství. Nevlastní bratři též po otci získali majetek: Jan získal milevský klášter, Bohuslav orlické panství, Ratmír hrad Krasíkov a Václav se Zdeňkem společně vládli na Bechyni. Právě tam od roku 1542 do roku 1544 Jindřich sídlil. Toto rozdělení dlouho netrvalo a bratři se rozhodli sami se rozdělit podle vlastního mínění, takže Jindřich, na radu tchána Jana, přenechal Zvíkov Ratmírovi a ponechal si Krasíkov. Ratmír ale roku 1546 zemřel a Zvíkov opět připadl Jindřichovi. V těchto letech se Jindřich také stal hlavou rodu Švamberků. Nakonec po smrti bratrů zdědil i Bechyni a koupil Orlík.

### Politická činnost a pozdější život

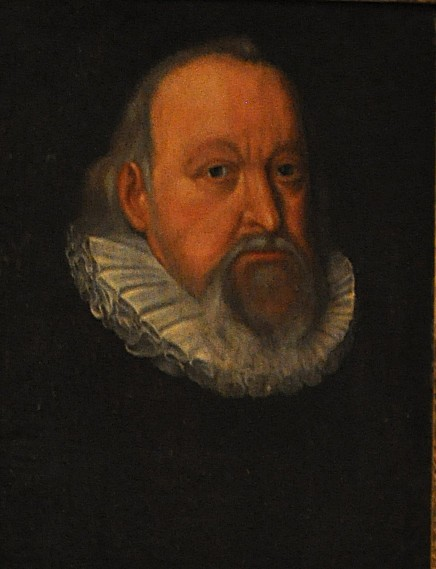
Jindřichův švagr Petr Vok

Jindřich III. byl sice již od mládí otcem veden jako politik, i přesto se ale stranil společenského života a raději pobýval na venkově. Od roku 1535 pravidelně zasedal v zemském sněmu. Roku 1540 byl společně s Janem Leskovcem z Leskovce jmenován hejtmanem bechyňského kraje. O čtyři roky později se stal dvorským sudím, po šesti letech ale abdikoval. Co ho k tomu vedlo není známo, ale mohl to být jak zhoršující se zdravotní stav, tak finanční potíže. Jan Býřický z Býřic dokonce vydal na Jindřicha zatykač za nesplacení dluhů salcburskému arcibiskupovi Arnoštovi.
15. října 1552 zemřela Jindřichova manželka Kateřina. Jindřich si začal znovu hledat nevěstu, kterou se stala Eliška z Rožmberka, sestra Petra Voka. Svatba proběhla v Českém Krumlově ve dnech 4. až 7. února 1554. I toto manželství bylo sice politické, ale šťastné. Taktéž bylo bezdětné.
Roku 1562 se účastnil i říšského sněmu ve Frankfurtu, dokládají to například dopisy Václavovi ze Švamberka. Ferdinand I. neměl sice s pány ze Švamberka spory, ale odebral jim podíl z mincovny v Jáchymově, kvůli čemuž Švamberkové přišli o velký finanční obnos.
Jindřich III. zemřel v lednu roku 1574. Jeho tělo bylo vystaveno ve zvíkovské hradní kapli a 1. února 1574 bylo převezeno do Bechyně a pochováno. Své manželce odkázal tvrz v Kestřanech, Sudoměř, Dobev a Heřmaň, nicméně ona až do své smrti pobývala na Zvíkově.

## Stavební činnost

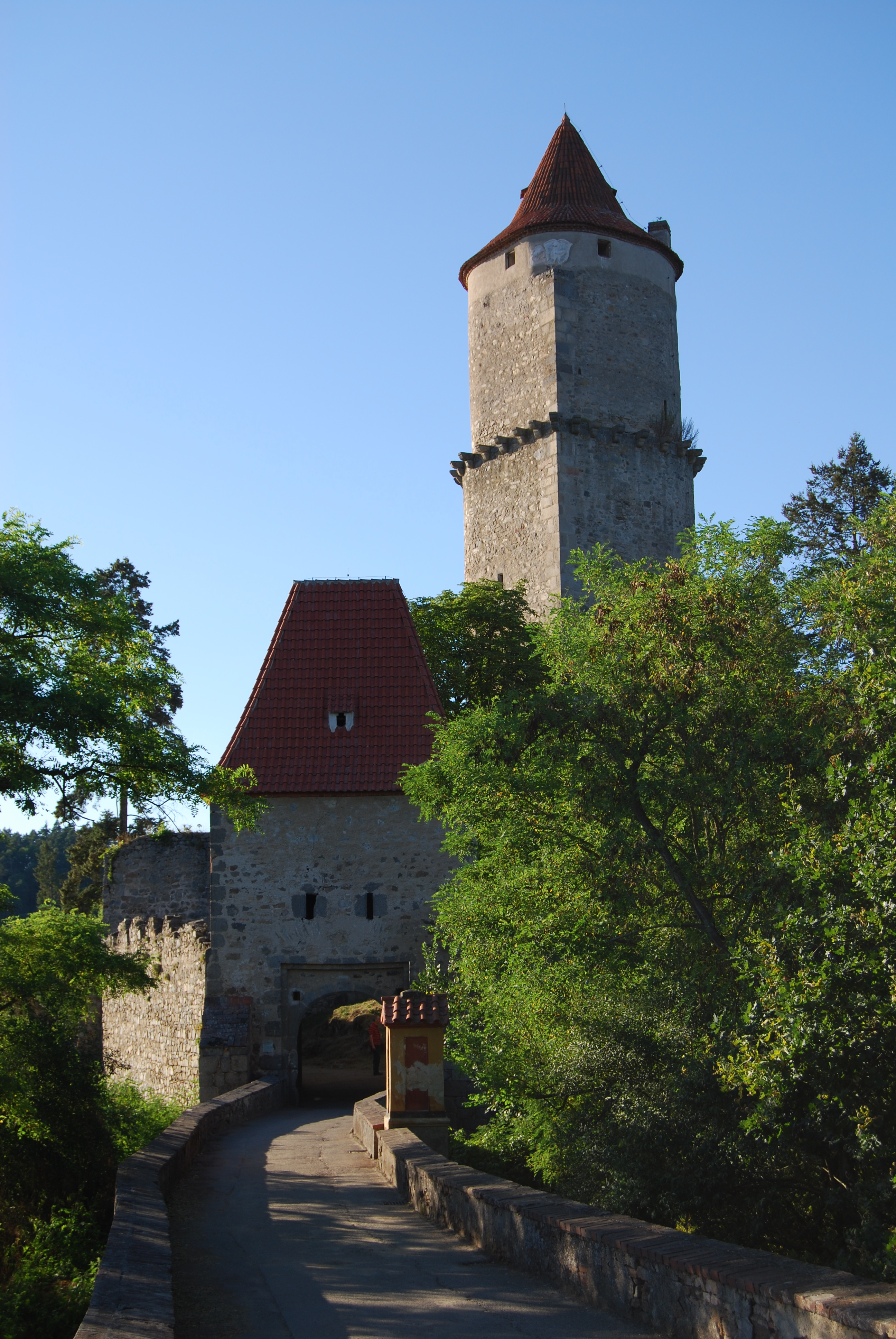
Hrad Zvíkov, který Jindřich aktivně rekonstruoval

Když Jindřich přesídlil z Bechyně zpět na Zvíkov, rozjel na hradě rozsáhlé úpravy v renesančním duchu. První úpravy začaly ve 40. letech 16. století a postupně byl gotický hrad přeměňován na pohodlné sídlo. Hlavním tvůrcem návrhů na rekonstrukci byl Antonín Hans Vlach z Milevska (v literatuře též uváděn jako Honza Vlach nebo Hons Vlach). Sám Vlach vedl například i rekonstrukci pivovaru v Hluboké nebo zámku v Jindřichově Hradci. Jindřich III. také nechal rekonstruovat tvrz Kestřany a v polovině 16. století renovoval hrad Vimperk, opět v renesančním duchu. Roku 1550 také nechal vystavět nový zámecký pivovar na Zvíkově. V roce 1569 udělil privilegií Miroticím (především pak varné právo a právo svobodného kšeftování) a stanovil povinnosti vůči zvíkovské svrchovanosti: „17-19 kop úroku svatojiřského, svatohavelského a berně vánoční, 142 slepic, 180 dnů roboty ženné a odvádění povarného.“ Významným finančním zdrojem pro Jindřicha byly především rybníky. Při prodeji zvíkovského panství byly dokonce rybníky odhadnuty na vyšší cenu, než samotný zámek. Mezi lety 1539 až 1573 dostal Zvíkov novou střechu a sgrafitovou omítku. Nové fresky přibyly též, na jedné z nich je dokonce vyobrazena smrt Jáchyma z Hradce, pod kterým se roku 1565 prolomil most přes Dunaj a on i s většinou doprovodu utonul. Roku 1567 pak nechal zbudovat novou bránu, zvanou Píseckou.
Jindřich byl velký milovník honu a investoval nemalé finanční částky do jeho chrtí smečky a chovu koní. Krom Zvíkova si ale vydržoval i palác v Praze, kde musel jako dvorský sudí často pobývat. Když se ale jeho dluhy začaly kupit, bylo mu jako řešení nabídnuto právě prodej paláce v Praze. Skutečně tak udělal a nové peníze upotřebil nejen na splacení dluhů, ale i na rekonstrukci dvora v Cerhonicích, kde nechal vystavět nový pivovar, chlév a samotnou budovu restauroval.